# باتريك باتيسون
بول باتريك جوردون باتيسون (بالإنجليزية: Sir (Paul) Patrick (Gordon) Bateson)‏ الحاصل على زمالة الجمعية الملكية (من مواليد 31 مارس 1938 - 1 أغسطس 2017) هو عالم أحياء إنجليزي وكاتب علوم. كان باتيسون بروفيسور في علم سلوك الحيوان في جامعة كامبريدج ورئيس جمعية علم الحيوان في لندن.

## تعليمه
تلقى باتسون تعليمه في مدرسة وستمنستر وكلية كينغز بكامبردج حيث حصل على درجة البكالوريوس في الآداب في علم الحيوان ودكتور في الفلسفة لأبحاث علم سلوك الحيوان (الإيثولوجيا) تحت إشراف روبرت هايند.

## مسيرته الوظيفيو والبحثية
كان باتيسون عالمًا بيولوجيًا متخصصًا في دراسة سلوك الحيوانات وكيف تتأثر بالعوامل الجينية والبيئية. اهتم باتريك بعملية طبع الطيور - وهي عملية تعلم الطيور التعرف على آبائهم وأفراد من نوعهم - وأدى عمله إلى مبادئ جديدة في التطور السلوكي.
ابتكر باتسون التجارب الأصلية التي أظهرت كيف تعتمد خصائص الطبع على تجارب الحياة المبكرة للطير. أدى تحقيق باتسون في التعلم في الطيور إلى فهم أكبر للأساس العصبي للذاكرة. كان لديه اهتمام بكيفية تأثير العمليات التنموية والسلوكية على التطور.
كان باتيسون مهتمًا بأخلاقيات استخدام الحيوانات في الأبحاث وتحليل آلام الحيوان ومعاناته. أدى ذلك إلى دراسة التأثيرات على الغزلان الحمراء للصيد مع كلاب الصيد، والتحقيق في تربية الكلاب ومراجعة استخدام الحيوانات في الأبحاث. [9]
شملت المناصب الأكاديمية السابقة التي تقلدها باتريك زمالة هاركنس في جامعة ستانفورد وعشر سنوات عمل خلالها كرئيس لقسم السلوك الحيواني في كامبردج. تقاعد باتسون كأمين بيولوجي للجمعية الملكية بعد خمس سنوات، ومن منصب عميد كلية كينج في كامبريدج بعد خمسة عشر عامًا في عام 2003. ثم تقاعد من رئاسة جامعة كامبريدج عام 2005.
نشر باتريك العديد من المواضيع مثل علم السلوك، ورعاية الحيوان، والتطوير السلوكي والتطور.

### مؤلفاته المُختارة
- نقاط التزايد في علم الأخلاق مع روبرت هايند
- تطور السلوك وتكامله (1991)
- تقييم الألم في الحيوانات (1991)
- الآليات السلوكية في المنظور التطوري (1992)
- سلوك القياس، مع بول مارتن (الطبعة الثالثة 2007)
- الآثار السلوكية والفسيولوجية للإعتاق على الغزلان الحمراء (1997)
- وجهات نظر في علم الايثولوجيا (سلسلة)
- تصميم للحياة، مع بول مارتن (1999)
- التحقيق المستقل في تربية الكلاب (2010)
- استعراض البحوث باستخدام الرئيسيات غير البشرية (2011)
- اللدونة، المتانة، التطور والتطور، مع بيتر غلوكمان (2011)
- السلوك، التطور والتطور

### الجوائز والتكريماتُ
فاز باتسون بمرتبة فارس في عام 2003. وحصل على درجة الدكتوراه الفخرية في العلوم من جامعة سانت أندروز والزمالة الفخرية من كلية الملكة ماري بجامعة لندن. كما انتُخب زميلًا للجمعية الملكية في عام 1983.